# Jezioro Białe Sosnowickie
Jezioro Białe Sosnowickie, Jezioro Libiszowskie – jezioro położone we wschodniej Polsce, na obszarze Pojezierza Łęczyńsko-Włodawskiego, w pobliżu miejscowości Libiszów w gminie Dębowa Kłoda, w powiecie parczewskim.
Długość linii brzegowej jeziora wynosi 5426 m. W części środkowej jeziora znajdują się dwie wyspy znaczniejszych rozmiarów (240mX190m i 200mX100m), połączone z brzegiem pomostem z trzciny. Wyspa znajduje się również przy południowo-wschodnim brzegu jeziora, ma ona wymiary 100mX60m. Jezioro reprezentuje linowo-szczupakowy typ rybacki. Brzegi jeziora stanowią siedlisko dla wielu gatunków ptaków, m.in. czernicy i cyraneczki. Na torfowiskach w pobliżu jeziora znajduje się największe w Polsce stanowisko wierzby borówkolistnej.